# آندریا فالکون
آندریا فالکون (انگلیسی: Andrea Falcón؛ زادهٔ ۲۸ فوریهٔ ۱۹۹۷) بازیکن فوتبال اهل اسپانیا است.
از باشگاه‌هایی که در آن بازی کرده‌است می‌توان به باشگاه فوتبال زنان بارسلونا و باشگاه فوتبال زنان اتلتیکو مادرید اشاره کرد.
وی همچنین در تیم‌های ملی فوتبال Spain women's national under-17 football team, Spain women's national under-19 football team, Spain women's national under-20 football team، و زنان اسپانیا بازی کرده‌است.